# 미하일 컬바르트
미하일 컬바르트(에스토니아어: Mihhail Kõlvart, 1977년 11월 24일~)는 2023년부터 중도당의 대표로 활동하고 있는 에스토니아의 정치인이다. 2019년 4월부터 에스토니아 탈린 시장으로 재임 중이기도 하다.